# Schwalben

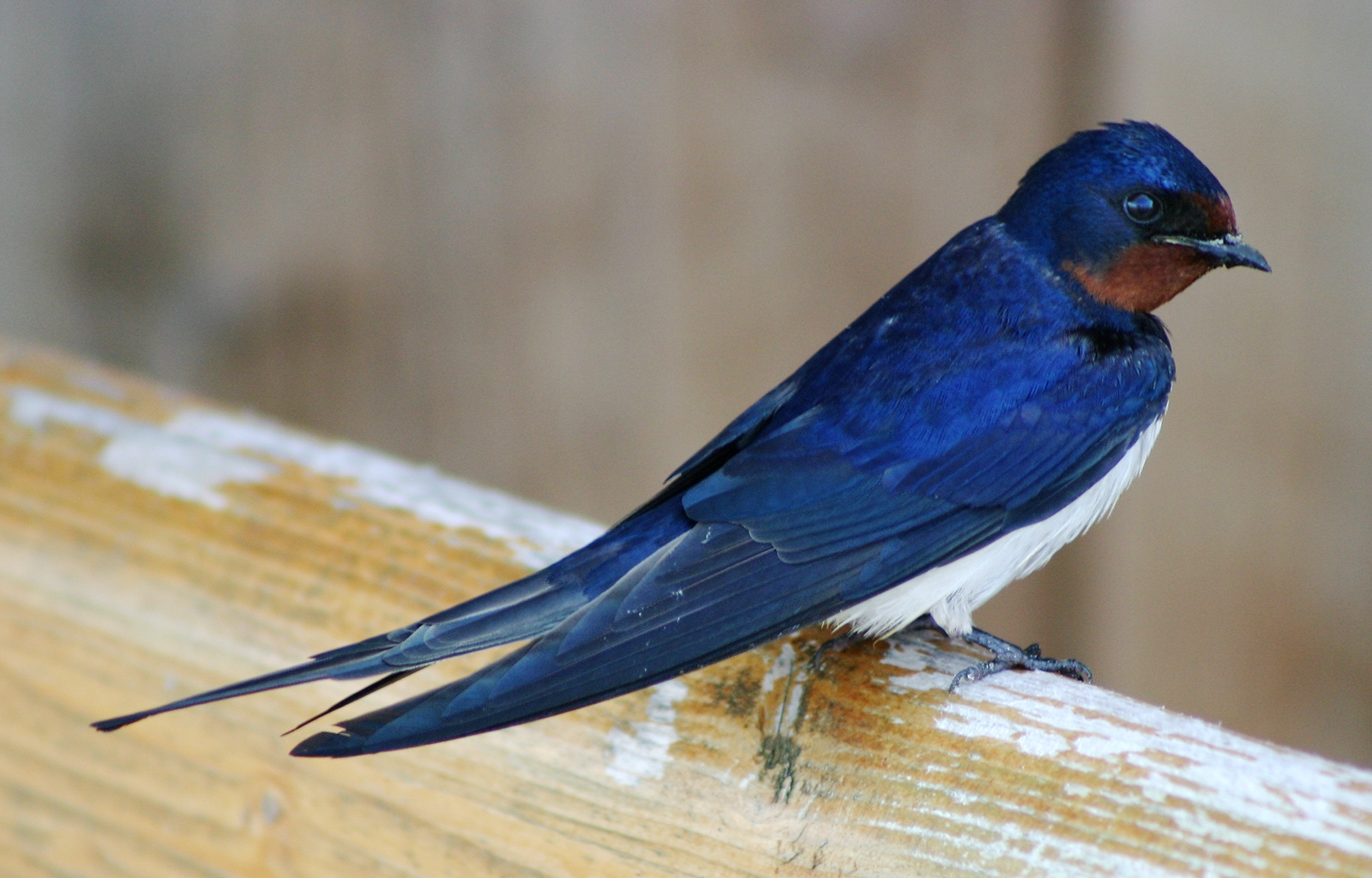
Rauchschwalbe (Hirundo rustica)

Die Schwalben (Hirundinidae) sind eine artenreiche Familie der Ordnung Sperlingsvögel (Passeriformes), Unterordnung Singvögel (Passeres). Schwalben haben ein sensibles Gehör, sie kommunizieren ununterbrochen in einer großen Bandbreite an Lauten miteinander. Sie ernähren sich von Fluginsekten, in Mitteleuropa sind sie Zugvögel.  Der typisch gegabelte Schwalbenschwanz war für andere Dinge (z. B. diesen Schmetterling oder diese Verbindungstechnik) namensgebend, ebenso wie der charakteristische Nestbau (z. B. für die Burgruine Schwalbennest oder die Schwalbennestorgel). Die äußerlich ähnlichen Mauersegler und die so genannten Seeschwalben sind nicht näher mit den Schwalben verwandt und auch keine Singvögel.

## Merkmale
Schwalben haben einen schlanken, stromlinienförmigen Körper, einen kurzen Hals und lange, spitze Flügel mit 10 Handschwingen, von denen die äußerste Schwinge extrem reduziert ist. Der Schnabel ist kurz mit breitem Schnabelspalt und kann weit geöffnet werden. Die Füße sind winzig und geeignet zum Greifen, wenig zum Gehen. Der bei vielen Arten lange Schwanz zählt 12 Steuerfedern und ist oft gegabelt. Die Bronchialringe des Stimmkopfes (Syrinx) sind mehr oder weniger komplett.
Die Geschlechter sind einander in Größe und Befiederung ähnlich, die äußeren Schwanzfedern der Weibchen können allerdings kürzer als die der Männchen sein. Jungvögel sind matter gefärbt mit kürzeren äußeren Schwanzfedern. Die Schwalbenarten sind sich recht ähnlich und unterscheiden sich oft nur wenig in Größe oder in Details der Befiederung.

## Verhalten

### Ernährung und Flughöhe
Charakteristisch für die Schwalben ist ihre Anpassung an den Nahrungserwerb in der Luft: Sie erbeuten vor allem Fluginsekten. Die Flughöhe dieser Insekten erhöht sich bei Hochdruck  massiv. Daher kann man aus einer geringen Flughöhe der Schwalben auf die Flughöhe ihrer Beutetiere und damit auf Tiefdruck schließen.

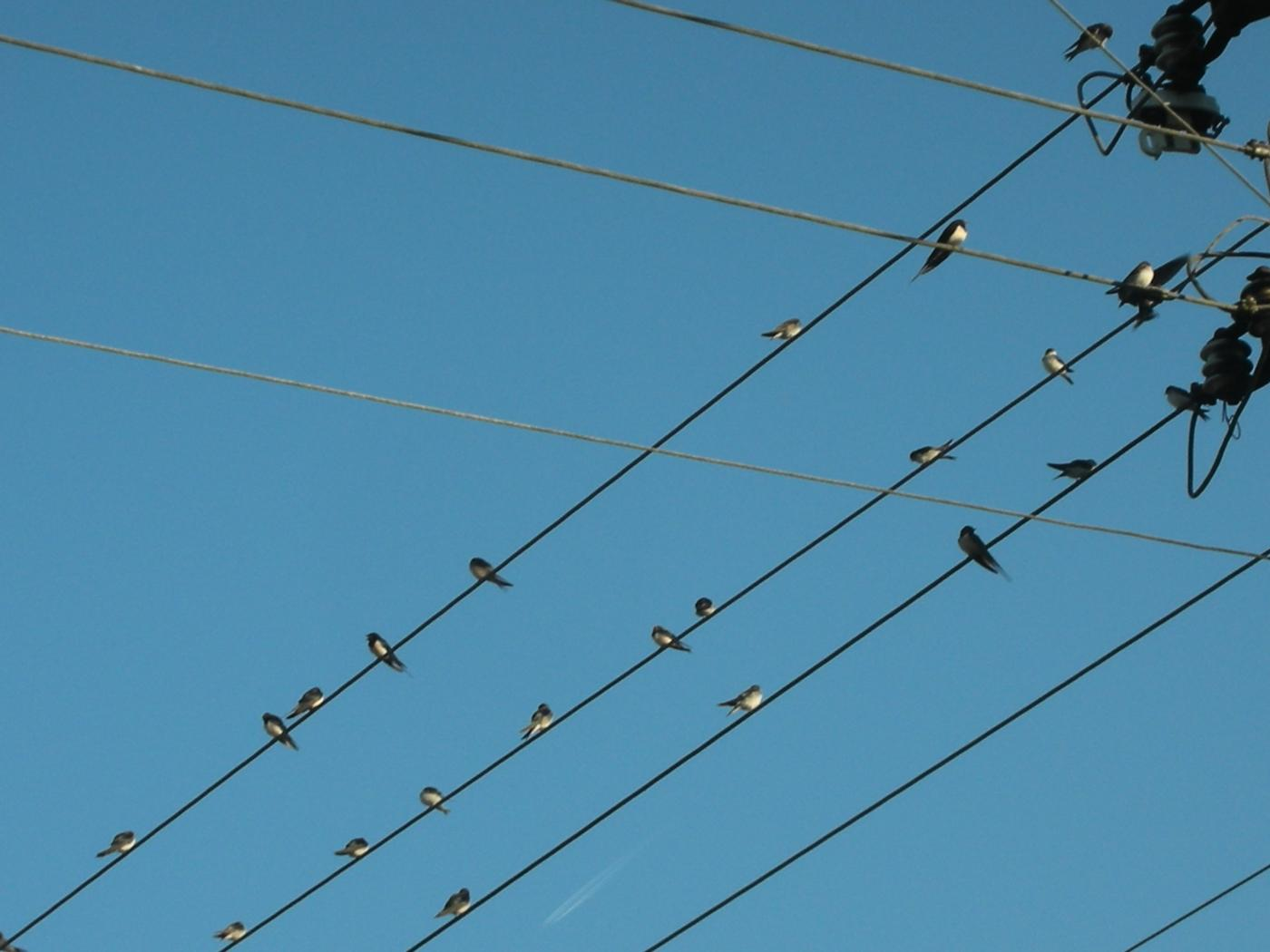
Schwalben sammeln sich im Herbst auf Stromleitungen

Da im Winter das Aufkommen an Fluginsekten in Nord- und Mitteleuropa vermindert ist, müssen Schwalben dann in ihre Winterquartiere ziehen.

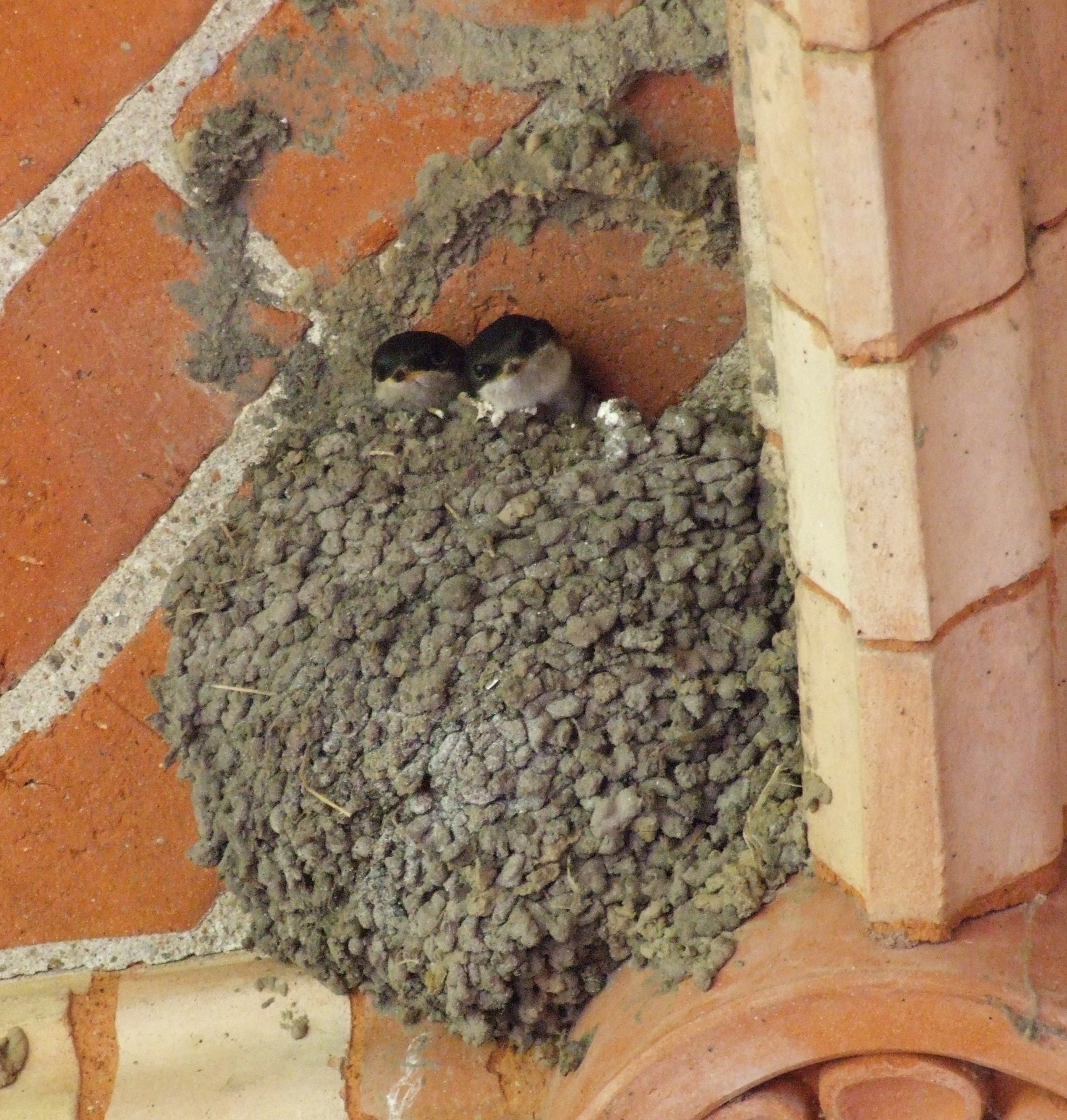
Zwei junge Mehlschwalben im Nest, Schweriner Schloss

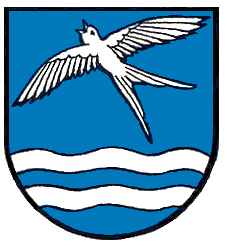
Schwalbe im Wappen von Schorndorf-Miedelsbach

### Nestbau
Der Nestbau der Schwalben ist charakteristisch und wird primär an schlecht zugänglichen Stellen ausgeführt. Für den Bau sind besonders gut klebende Körpersekrete erforderlich, die im Schwalbenspeichel bereitgestellt werden. Die Evolution dieses Nestbauverhaltens und der dafür erforderlichen endogen erzeugten Stoffe erlaubt phylogenetische Rückschlüsse.

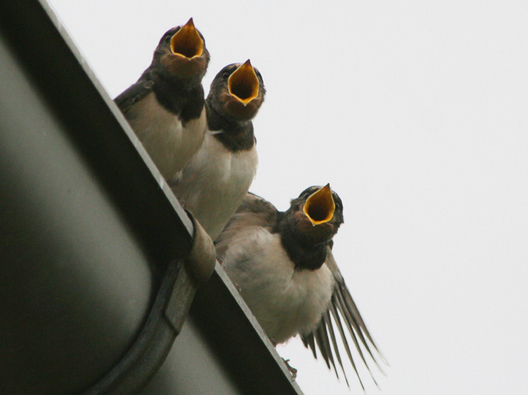
Jungvögel

Koloniebildende Schwalben wie Hirundo pyrrhonota tendieren dazu, ihre Eier Nachbarn zum Bebrüten unterzuschieben (in Kolonien mit mehr als zehn Nestern).

## Verbreitung
Schwalben kommen auf allen Kontinenten, abgesehen von der Antarktis, vor. Viele Arten sind auf engere Verbreitungsgebiete beschränkt, die Rauchschwalbe und die Uferschwalbe sind beiderseits des Atlantiks anzutreffende Zugvögel. In Mitteleuropa sind vier Arten heimisch:
- Felsenschwalbe (Ptyonoprogne rupestris)
- Mehlschwalbe (Delichon urbica)
- Rauchschwalbe (Hirundo rustica)
- Uferschwalbe (Riparia riparia)

## Systematik
Die Familie umfasst 2 Unterfamilien, 20 Gattungen und etwa 88 Arten. Die Einteilung berücksichtigt auch molekularbiologische Untersuchungen.
- Unterfamilie Pseudochelidoninae
  - Pseudochelidon – 2 Arten

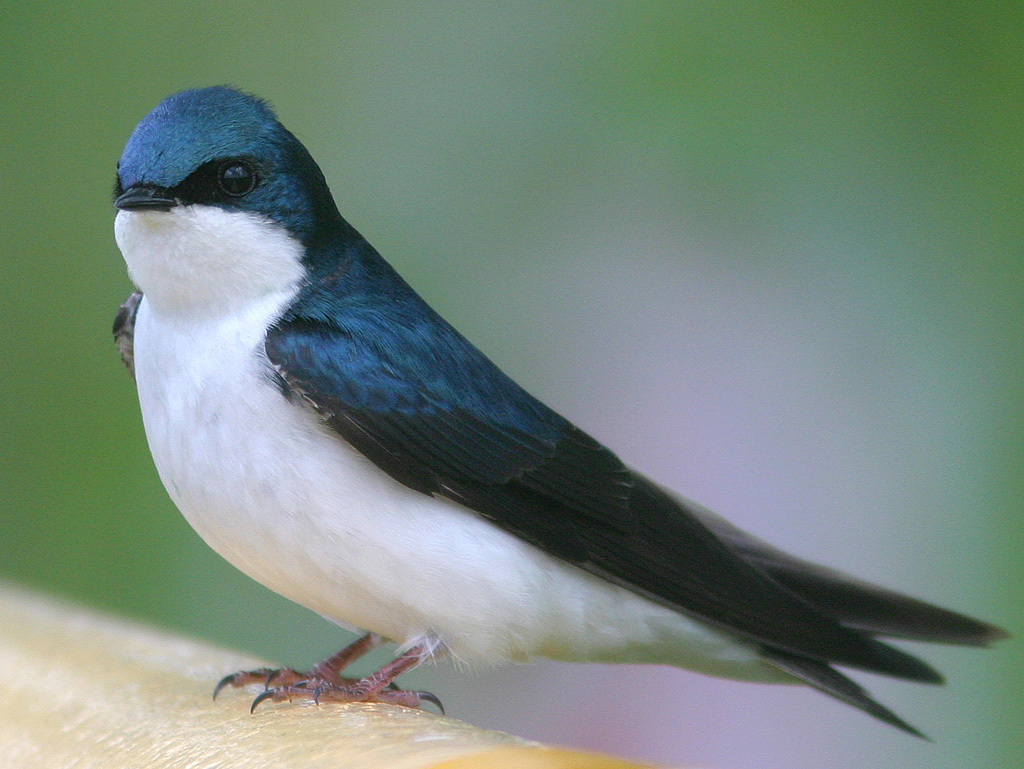
Sumpfschwalbe (Tachycineta bicolor), Alaska

    - Rotaugenschwalbe (Pseudochelidon eurystomina)
    - Weißaugenschwalbe (Pseudochelidon sirintarae)
- Unterfamilie Hirundininae
  - Psalidoprocne – 5 Arten
    - Grünglanzschwalbe (Psalidoprocne nitens)
    - Kamerunschwalbe (Psalidoprocne fuliginosa)
    - Weißkopfschwalbe (Psalidoprocne albiceps)
    - Erzschwalbe (Psalidoprocne pristoptera)
    - Scherenschwanzschwalbe (Psalidoprocne obscura)

  - Pseudhirundo
    - Graubürzelschwalbe (Pseudhirundo griseopyga)

  - Cheramoeca
    - Weißrückenschwalbe (Cheramoeca leucosterna)

  - Phedina – 2 Arten
    - Maskarenenschwalbe (Phedina borbonica)
    - Brazzaschwalbe (Phedina brazzae)

  - Riparia – 6 Arten
    - Braunkehl-Uferschwalbe (Riparia paludicola)
    - Graukehl-Uferschwalbe (Riparia chinensis)
    - Kongouferschwalbe (Riparia congica)
    - Uferschwalbe (Riparia riparia)
    - Fahluferschwalbe (Riparia diluta)
    - Weißbrauen-Uferschwalbe (Riparia cincta)

  - Tachycineta – 9 Arten
    - Sumpfschwalbe (Tachycineta bicolor)
    - Mangroveschwalbe (Tachycineta albilinea)
    - Tumbesschwalbe (Tachycineta stolzmanni)
    - Cayenneschwalbe (Tachycineta albiventer)
    - Weißbürzelschwalbe (Tachycineta leucorrhoa)
    - Chileschwalbe (Tachycineta leucopyga)
    - Antillenschwalbe (Tachycineta euchrysea)
    - Veilchenschwalbe (Tachycineta thalassina)
    - Bahamaschwalbe (Tachycineta cyaneoviridis)

  - Progne – 9 Arten
    - Purpurschwalbe (Progne subis)
    - Kubaschwalbe (Progne cryptoleuca)
    - Karibikschwalbe (Progne dominicensis)
    - Sinaloaschwalbe (Progne sinaloae)
    - Graubrustschwalbe (Progne chalybea)
    - Galapagosschwalbe (Progne modesta)
    - Peruschwalbe (Progne murphyi)
    - Blauschwalbe (Progne elegans)
    - Braunbrustschwalbe (Progne tapera)

  - Notiochelidon – 3 Arten
    - Mausschwalbe (Notiochelidon murina)
    - Blassfußschwalbe (Notiochelidon flavipes)
    - Kappenschwalbe (Notiochelidon pileata)

  - Pygochelidon – 2 Arten
    - Schwarzsteißschwalbe (Pygochelidon cyanoleuca)
    - Halsbandschwalbe (Pygochelidon melanoleuca)

  - Haplochelidon
    - Andenschwalbe (Haplochelidon andecola)

  - Atticora
    - Weißbandschwalbe (Atticora fasciata)

  - Neochelidon
    - Weißhosenschwalbe (Neochelidon tibialis)

  - Stelgidopteryx – 2 Arten
    - Graukehlschwalbe (Stelgidopteryx serripennis)
    - Zimtkehlschwalbe (Stelgidopteryx ruficollis)

  - Alopochelidon
    - Fuchsschwalbe (Alopochelidon fucata)

  - Hirundo – 15 Arten
    - Rostbauchschwalbe (Hirundo nigrorufa)
    - Stahlschwalbe (Hirundo atrocaerulea)
    - Scheckflügelschwalbe (Hirundo leucosoma)
    - Weißschwanzschwalbe (Hirundo megaensis)
    - Perlbrustschwalbe (Hirundo dimidiata)
    - Tahitischwalbe (Hirundo tahitica)
    - Hügelschwalbe (Hirundo domicola)
    - Glücksschwalbe (Hirundo neoxena)
    - Weißkehlschwalbe (Hirundo albigularis)
    - Rotkappenschwalbe (Hirundo smithii) Rotkappenschwalbe (Hirundo smithii)

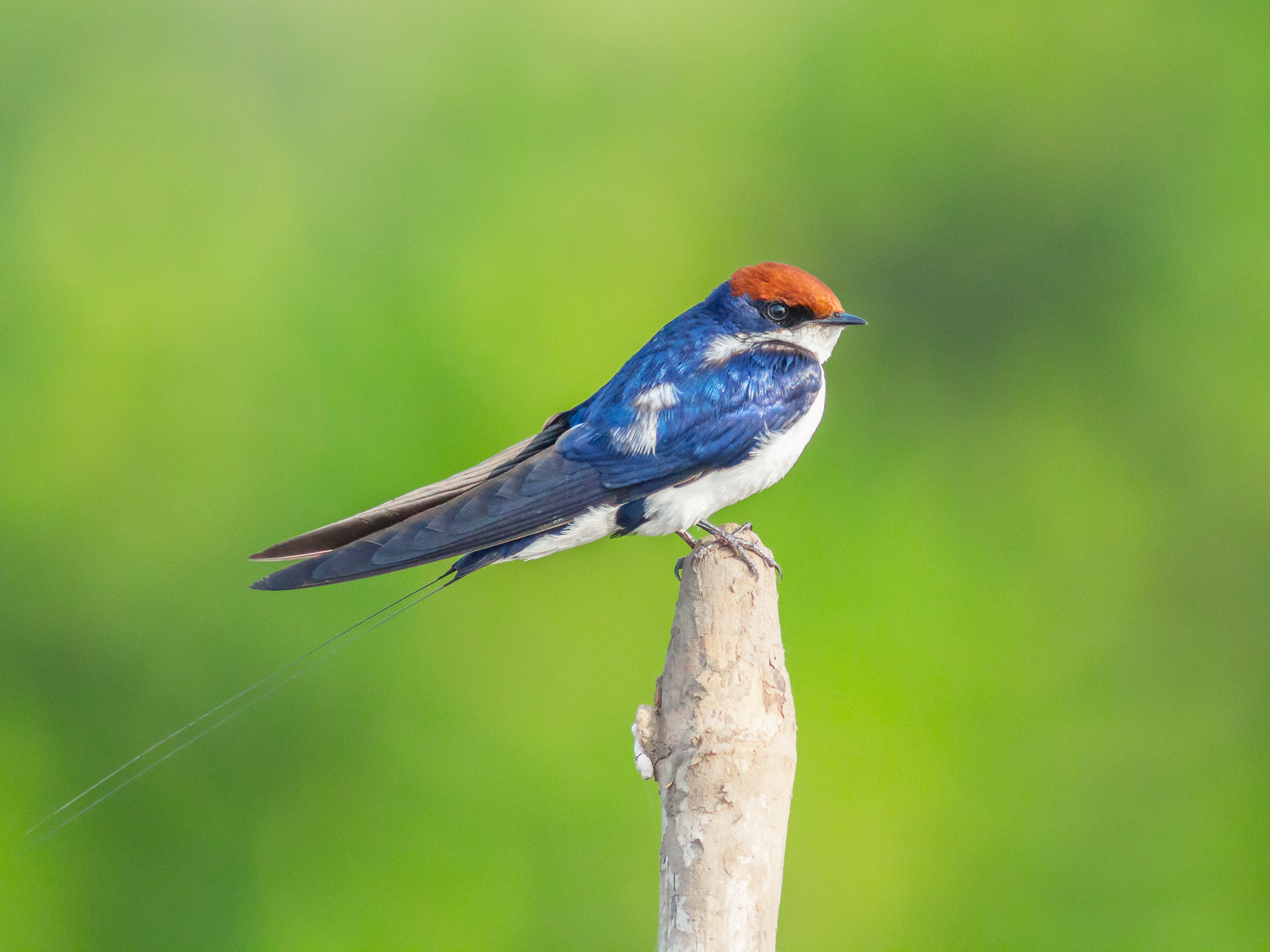
Rotkappenschwalbe (Hirundo smithii)

    - Medaillonschwalbe (Hirundo nigrita)
    - Rauchschwalbe (Hirundo rustica)
    - Angolaschwalbe (Hirundo angolensis)
    - Singschwalbe (Hirundo lucida)
    - Fahlkehlschwalbe (Hirundo aethiopica)

  - Ptyonoprogne – 4 Arten
    - Felsenschwalbe (Ptyonoprogne rupestris)
    - Wüstenschwalbe (Ptyonoprogne obsoleta)
    - Steinschwalbe (Ptyonoprogne fuligula)
    - Einfarbschwalbe (Ptyonoprogne concolor)

  - Delichon – 3 Arten
    - Mehlschwalbe (Delichon urbicum)
    - Kaschmirschwalbe (Delichon dasypus)
    - Nepalschwalbe (Delichon nipalensis)

  - Cecropis – 9 Arten
    - Kaprötelschwalbe (Cecropis cucullata)
    - Zwergrötelschwalbe (Cecropis abyssinica)
    - Rostbrust-Rötelschwalbe (Cecropis semirufa)
    - Senegalrötelschwalbe (Cecropis senegalensis)
    - Rötelschwalbe (Cecropis daurica)
    - Rostbauch-Rötelschwalbe (Cecropis hyperythra)
    - Weißbauch-Rötelschwalbe (Cecropis domicella)
    - Strichelrötelschwalbe (Cecropis striolata)
    - Thairötelschwalbe (Cecropis badia)

  - Petrochelidon – 11 Arten, z. B.:
    - Rotkehlschwalbe (Petrochelidon rufigula)
    - Rostschläfenschwalbe (Petrochelidon preussi)
    - Rotmeerschwalbe (Petrochelidon perdita)
    - Klippenschwalbe (Petrochelidon spilodera)
    - Bronzeschwalbe (Petrochelidon fuliginosa)
    - Braunscheitelschwalbe (Petrochelidon fluvicola)
    - Arielschwalbe (Petrochelidon ariel)
    - Baumschwalbe (Petrochelidon nigricans)
    - Fahlstirnschwalbe (Petrochelidon pyrrhonota)
    - Höhlenschwalbe (Petrochelidon fulva)
    - Rotnackenschwalbe (Petrochelidon rufocollaris)

### Verwechslungsmöglichkeiten
Nicht den Schwalben zugeordnet werden Arten folgender Familien:
- Seeschwalben (Sternidae) der Ordnung Regenpfeiferartige (gelegentlich den Möwen zugeordnet)
- Segler (Apodidae) der Ordnung Seglervögel, hierunter der in Europa heimische Mauersegler

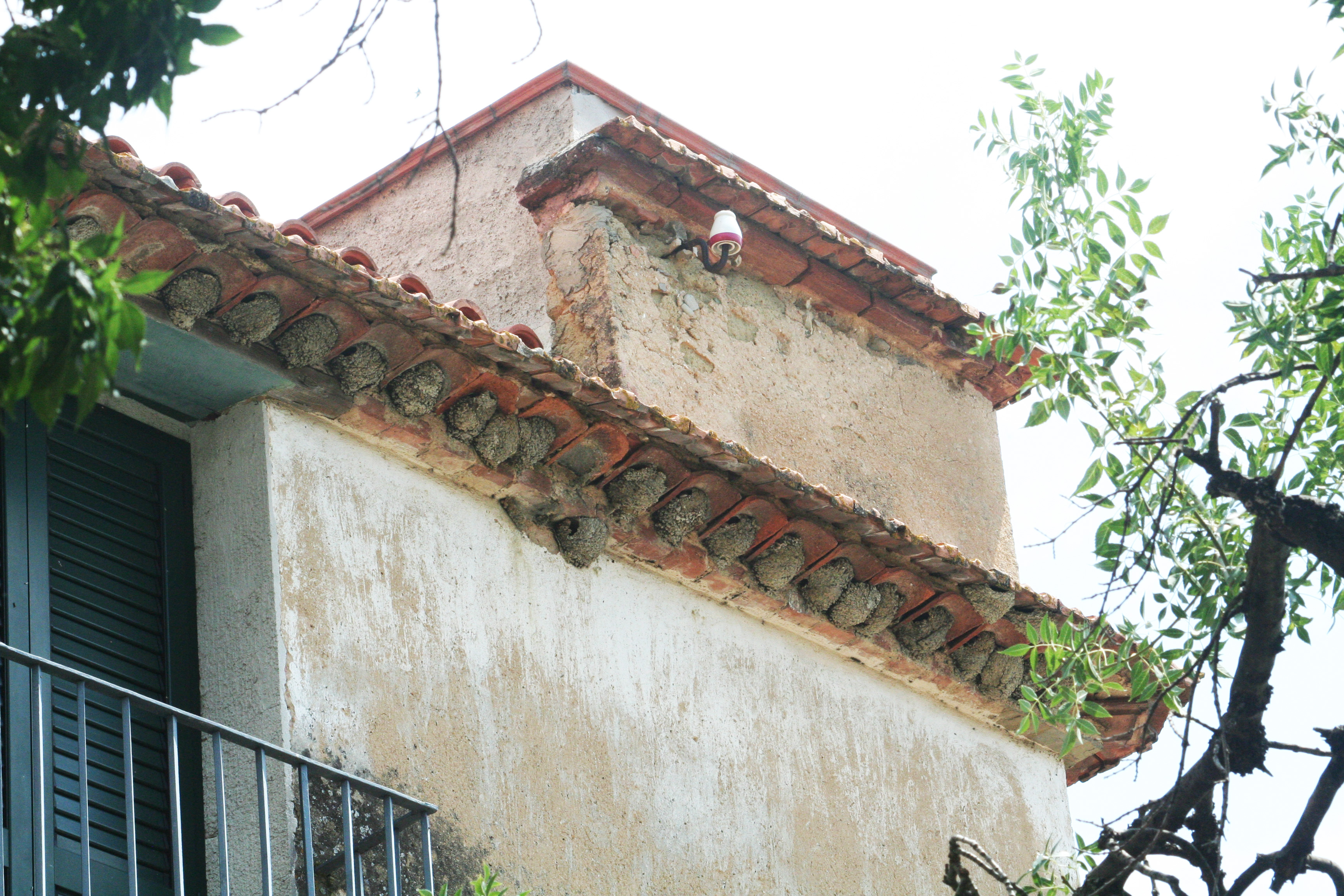
Schwalbenkolonie in Pisciotta/Italien

## Koexistenz mit dem Menschen

### Nestbau an Häusern
Schwalben sind Insektenvertilger und daher schon lange in der Landwirtschaft willkommen. Ihre Nester an Gebäuden werden traditionell vom Menschen respektiert. Die an nicht landwirtschaftlich genutzten Wohnhäusern errichteten Nester der Mehlschwalben werden allerdings häufig wegen der Verschmutzung der Hauswände durch Nistbaumaterial und Kotausscheidungen der Schwalben von den Hausbewohnern beseitigt, obwohl dies nach dem deutschen Bundesnaturschutzgesetz verboten ist (§ 44 Abs. 1 BNatSchG).

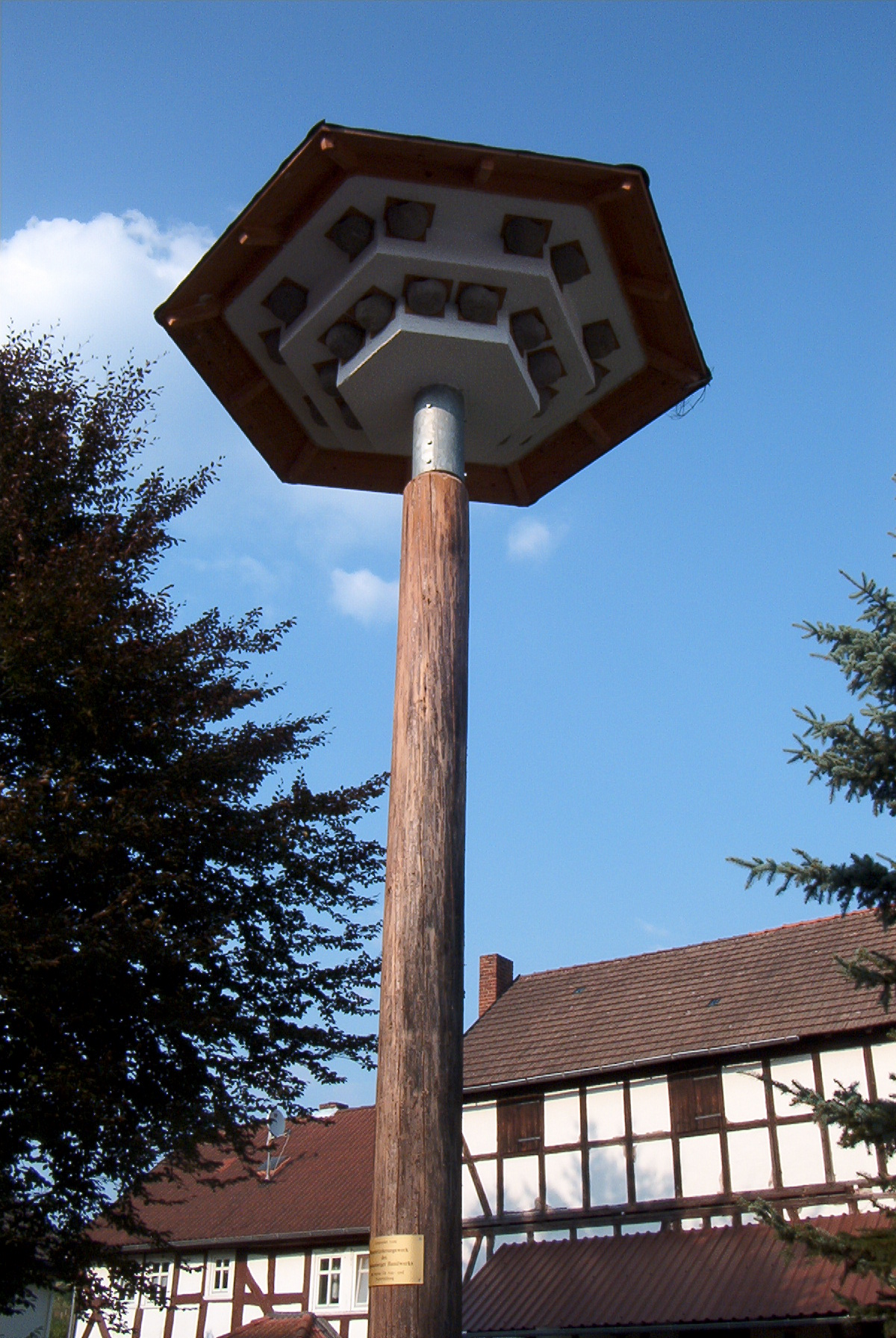
Schwalbenhaus

 Durch Anbringen von Kotbrettern lässt sich die Verschmutzung verhindern.

### Schwalbenhäuser
Seit den 1990er Jahren werden Schwalbenhäuser als künstliche Nisthilfen für Schwalben eingerichtet. Durch die Aufgabe landwirtschaftlicher Betriebe gingen viele Nistplätze der Rauchschwalben in Ställen verloren. Schwalbenhäuser bieten den koloniebrütenden Vögeln eine neue Möglichkeit, Nachwuchs groß zu ziehen.

## Volkskunde und andere Namen
Schon im Altertum wurden Schwalben als heilig angesehen. Im Mittelalter wurden Schwalben als Glücksbringer und Frühlingsboten verehrt. Schwalben werden nach folgenden Bauernregeln auch „Muttergottesvögel“ genannt, im badischen Raum bekannt sind:
- „Am Tage von Maria Geburt fliegen die Schwalben furt.“ (8. September)
- „Marienverkündigung kommen sie wiederum.“ (25. März)
- „Eine Schwalbe macht noch keinen Sommer.“ (Äsop)
- „Wenn Schwalben niedrig fliegen, wird man Regenwetter kriegen. Fliegen sie bis in die Höh’n, bleibt das Wetter noch recht schön!“

Besonders im oberdeutschen Raum kennt man verschiedene Schwalbenarten unter dem Namen Spi(e)r oder Spi(e)re.